# Мочалино
Мочалино, или Молчалино (укр. Молчалине / Мочалине) — посёлок, входит в Снежнянский городской совет Донецкой области Украины. Находится под контролем самопровозглашённой Донецкой Народной Республики.

## География

#### Соседние населённые пункты по странам света
З, ЮЗ: город Торез
СЗ: Северное
С: Андреевка, Суховское (примыкает)
СВ, В, ЮВ: город Снежное
Ю: —

## Население
Население по переписи 2001 года составляло 659 человек.

## Транспорт
Железнодорожная станция на линии Софьино-Бродская — Торез.

## Общая информация
Орган местного самоуправления — Северный поселковый совет.
Телефонный код — 6256. Код КОАТУУ — 1414448001.

## Местный совет
86595, Донецкая обл., Снежнянский горсовет, пгт. Северное, ул. Минская, 30.